# Wilton Crescent
Wilton Crescent est une rue de Londres, située dans le quartier de Belgravia.

## Situation et accès

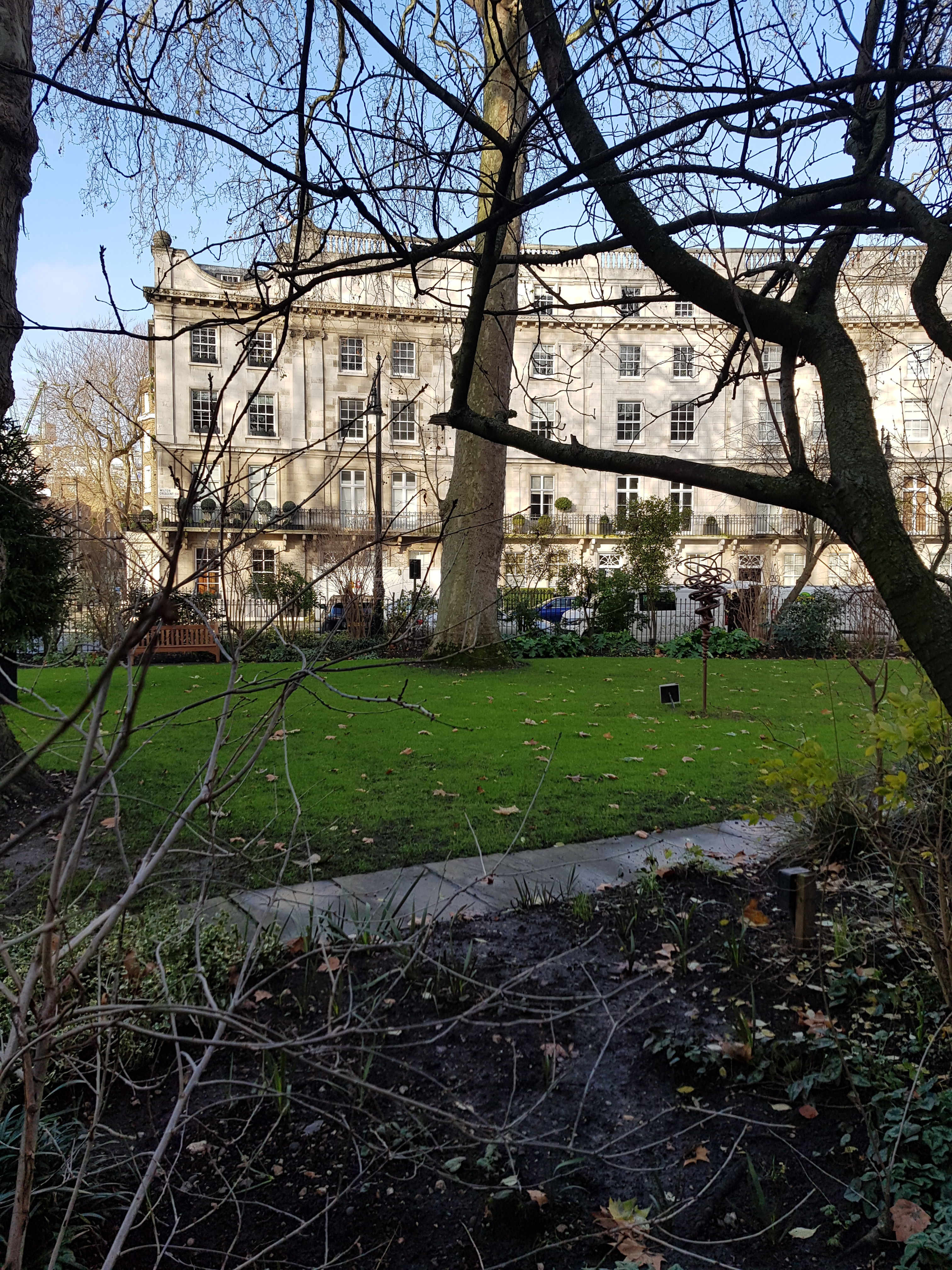
Le jardin de Wilton Crescent.

Située à Belgravia, un des quartiers les plus opulents de Londres, elle se situe à l'est de Lowndes Square et de Lowndes Street, au nord-ouest de Belgrave Square. De Knightsbridge, on y accède par Wilton Place. Grosvenor Crescent, où se trouve  l'ambassade d'Indonésie, est à l'est. Plus à l'est encore se trouvent le palais de Buckingham et la gare de Victoria. 
La rue possède un jardin commun central privé (également connu sous le nom de Wilton Garden). Elle est souvent considérée comme faisant partie de la catégorie des jardins de Londres. 
Wilton Crescent se caractérise par ses terraces en forme de croissant composées de somptueuses maisons blanches, la plupart avec des balcons en stuc, en particulier dans la partie sud du croissant. D'autres maisons ont aujourd'hui des balcons en fer noir. 
Le quartier est desservi par la ligne  Piccadilly aux stations Knightsbridge et  Hyde Park Corner.

## Origine du nom
Robert Grosvenor, 1er marquis de Westminster en 1831, eut pour épouse Eleanor Egerton, fille du premier comte de Wilton.

## Historique

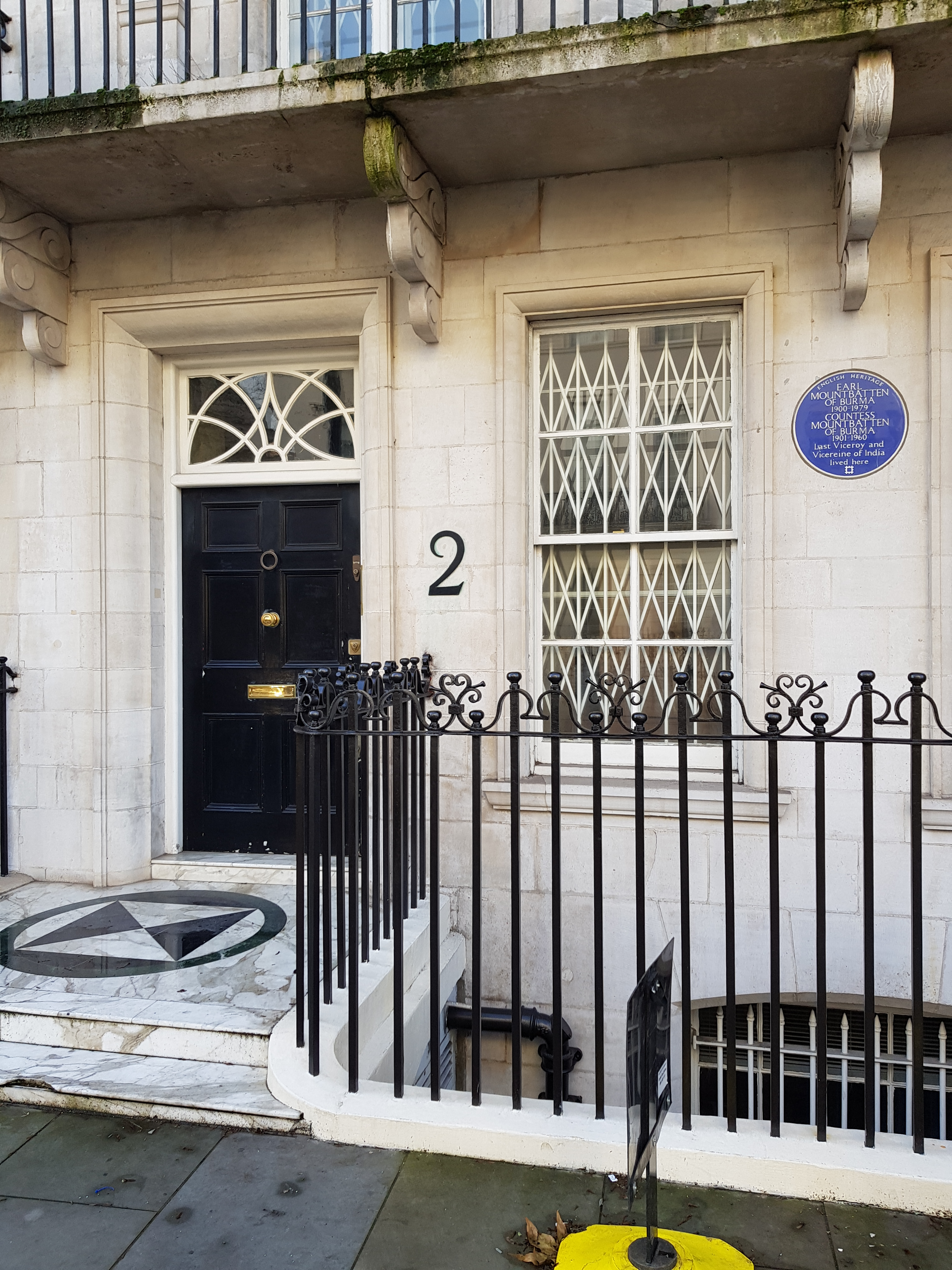
No 2.

- La rue est aménagée en 1827 par l’architecte Thomas Cubitt et le promoteur W.-H. Seth Smith[3] sur le domaine de Robert Grosvenor, 1er marquis de Westminster.

- Les maisons en pierre de Portland à cinq étages situées au nord sont rénovées entre 1908 et 1912 par les architectes Balfour et Turner.

- Au XIXe siècle et au XXe siècle, la rue abrite de nombreux hommes politiques, ambassadeurs et fonctionnaires britanniques de premier plan, comme par exemple Louis Mountbatten, 1er comte Mountbatten de Birmanie (1900-1979) au no 2.

- En 2007, Wilton Garden remporte une médaille de bronze de la London Gardens Society.

## Bâtiments remarquables et lieux de mémoire

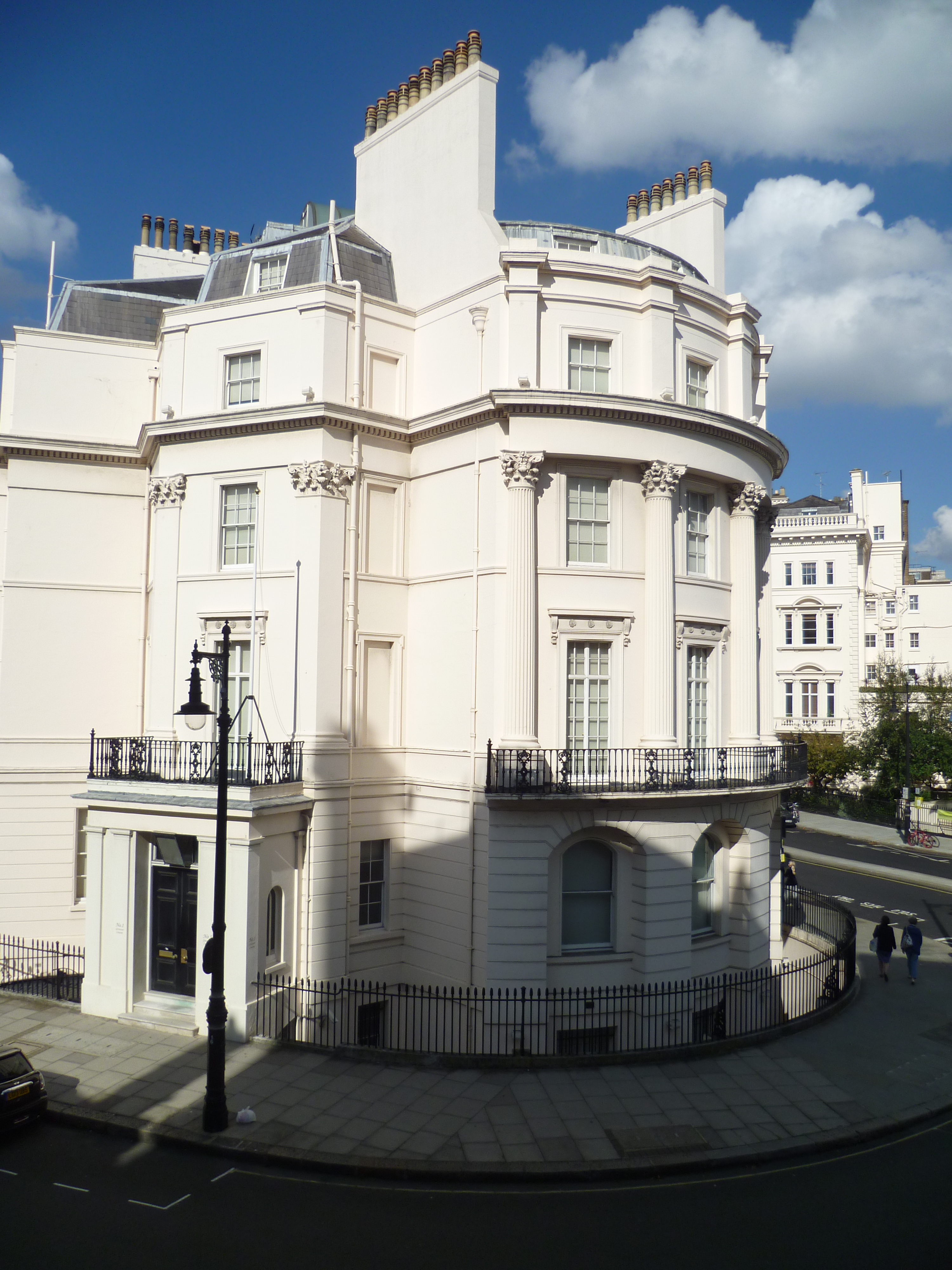
No 32.

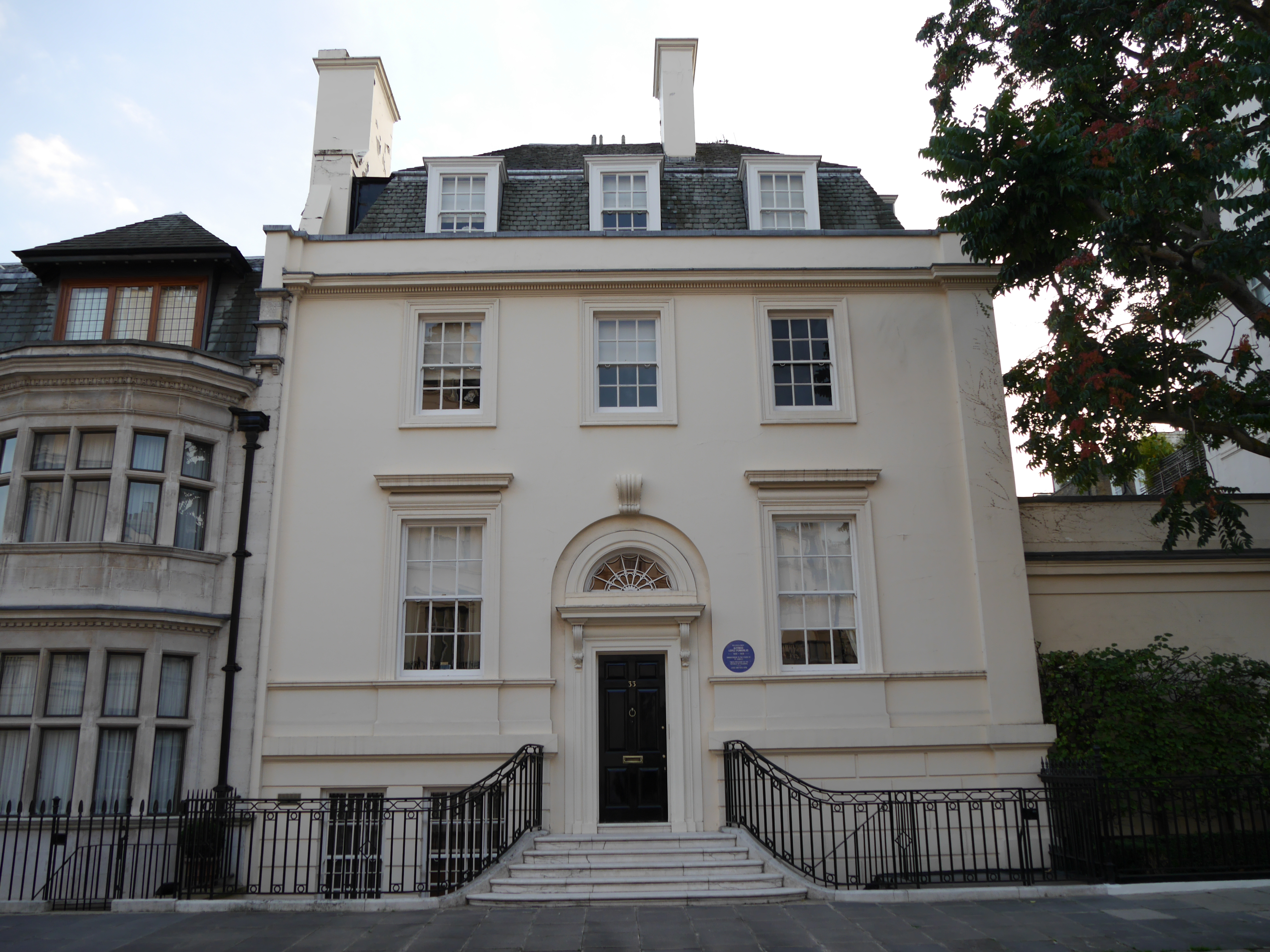
No 33.

La rue s’est toujours distinguée par sa liste de résidents aisés et influents, ayant parfois joué un rôle politique considérable. 
- No 2 : Louis Mountbatten, 1er comte Mountbatten de Birmanie (1900-1979) a vécu à cette adresse.

- No 3 : Randolph Churchill (1849-1895), père du Premier ministre Winston Churchill.

- No 9 : haut-commissariat de Singapour.

- No 21 : les services culturels de l’ambassade de France se sont longtemps trouvés à cette adresse[4].

- No 27 : ambassade du Luxembourg (anciennement siège du gouvernement luxembourgeois en exil). SAR la Grande-Duchesse Charlotte de Luxembourg (1896-1985) séjourna à diverses reprises à cette adresse lors de son exil à Londres pendant la Seconde Guerre mondiale.

- No 33 : Alfonso López Pumarejo (1886-1959), deux fois président de la Colombie, a vécu et est mort à cette adresse, comme le signale un macaron en façade.